# Campionato africano maschile di pallavolo 1983
Il V campionato africano maschile di pallavolo si è svolto nel 1983 a Porto Said, in Egitto. Al torneo hanno partecipato 7 squadre nazionali africane e la vittoria finale è andata per la seconda volta all'Egitto.

## Squadre partecipanti
- Algeria
- Angola
- Camerun
- Egitto
- Sudan
- Tunisia
- Zimbabwe

## Classifica finale
| Classifica | Squadre  |
| ---------- | -------- |
|            | Egitto   |
|            | Tunisia  |
|            | Algeria  |
| 4          | Camerun  |
| 5          | Sudan    |
| 6          | Angola   |
| 7          | Zimbabwe |